# Bateau en bouteille
 (septembre 2021).
Si vous disposez d'ouvrages ou d'articles de référence ou si vous connaissez des sites web de qualité traitant du thème abordé ici, merci de compléter l'article en donnant les références utiles à sa vérifiabilité et en les liant à la section « Notes et références ».

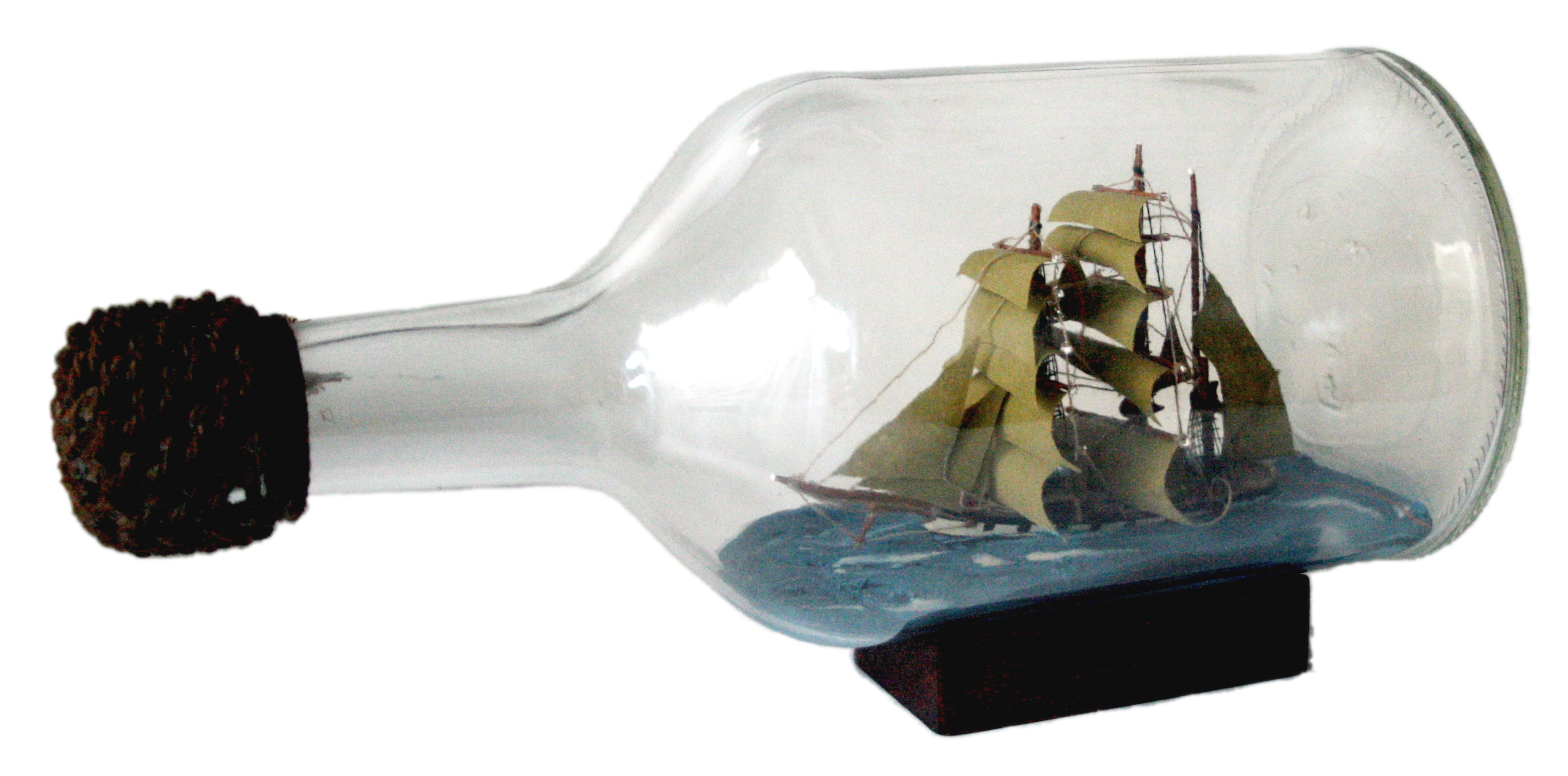
Un voilier en bouteille.

Un bateau en bouteille est une représentation miniature de navire enfermée dans une bouteille de verre, servant d'objet de décoration.
Très courantes lors du XXe siècle, ces représentations étaient souvent le témoignage d'un marin qui souhaitait montrer à son entourage les navires sur lesquels il avait navigué. Les gardiens de phare avaient également pour habitude de réaliser des bateaux en bouteille, ou dans des ampoules usagées du phare.
La difficulté consiste à faire entrer par le goulot d'une bouteille un voilier avec ses voiles et c’est ce qui peut justifier le prix élevé qui en est demandé. Une tromperie courante consiste à découper la bouteille pour y placer le bateau, puis à recoller le morceau en dissimulant la coupe par un ornement, comme une corde enroulée.
Le voilier est assemblé à l'extérieur, tous les mâts et les haubans sont repliés horizontalement. La coque et son gréement sont introduits dans la bouteille, et déployés à l'intérieur à l'aide d'une ficelle reliée à la mâture. 
Les bateaux en bouteille sont réalisés par des navibotellistes — dits plus simplement botellistes. Ces derniers mettent en scène des bateaux dans un environnement maritime et bien d'autres sujets — même sans bateaux — mais toujours à l'intérieur d'un récipient en verre à ouverture étroite.